# Route du Sud 2004
La Route du Sud 2004, ventottesima edizione della corsa, si svolse dal 19 al 22 giugno su un percorso di 542 km ripartiti in 4 tappe, con partenza da Castres e arrivo a Loudenvielle. Fu vinta dall'australiano Bradley McGee della FDJ davanti al francese Sandy Casar e al tedesco Torsten Hiekmann.

## Tappe
| Tappa  | Data      | Percorso                                   | km    | Vincitore di tappa | Leader cl. generale |
| ------ | --------- | ------------------------------------------ | ----- | ------------------ | ------------------- |
| 1ª     | 19 giugno | Castres > Vielha                           | 228   | Cristian Moreni    | Cristian Moreni     |
| 2ª     | 20 giugno | Lès > Saint-Gaudens                        | 141   | Francis Mourey     | Cristian Moreni     |
| 3ª     | 21 giugno | Loures Barousse > Sarp (cron. individuale) | 23,5  | Bradley McGee      | Bradley McGee       |
| 4ª     | 22 giugno | Montréjeau > Loudenvielle                  | 150,1 | Thomas Voeckler    | Bradley McGee       |
| Totale | Totale    | Totale                                     | 542   |                    |                     |

## Dettagli delle tappe

### 1ª tappa
- 19 giugno: Castres > Vielha – 228 km

| Pos. | Corridore       | Squadra   | Tempo    |
| ---- | --------------- | --------- | -------- |
| 1    | Cristian Moreni | Alessio   | 5h31'34" |
| 2    | Sandy Casar     | FDJ       | a 13"    |
| 3    | Jens Heppner    | Wiesenhof | s.t.     |

| Pos. | Corridore       | Squadra   | Tempo    |
| ---- | --------------- | --------- | -------- |
| 1    | Cristian Moreni | Alessio   | 5h31'22" |
| 2    | Sandy Casar     | FDJ       | a 19"    |
| 3    | Jens Heppner    | Wiesenhof | a 21"    |

### 2ª tappa
- 20 giugno: Lès > Saint-Gaudens – 141 km

| Pos. | Corridore           | Squadra         | Tempo    |
| ---- | ------------------- | --------------- | -------- |
| 1    | Francis Mourey      | FDJ             | 3h02'43" |
| 2    | David Millar        | Cofidis         | s.t.     |
| 3    | Alexandre Botcharov | Crédit Agricole | a 3"     |

| Pos. | Corridore       | Squadra   | Tempo    |
| ---- | --------------- | --------- | -------- |
| 1    | Cristian Moreni | Alessio   | 8h35'08" |
| 2    | Sandy Casar     | FDJ       | a 19"    |
| 3    | Jens Heppner    | Wiesenhof | a 21"    |

### 3ª tappa
- 21 giugno: Loures Barousse > Sarp (cron. individuale) – 23,5 km

| Pos. | Corridore      | Squadra  | Tempo  |
| ---- | -------------- | -------- | ------ |
| 1    | Bradley McGee  | FDJ      | 31'45" |
| 2    | David Millar   | Cofidis  | a 23"  |
| 3    | Andreas Klöden | T-Mobile | a 27"  |

| Pos. | Corridore        | Squadra  | Tempo    |
| ---- | ---------------- | -------- | -------- |
| 1    | Bradley McGee    | FDJ      | 9h07'20" |
| 2    | Sandy Casar      | FDJ      | a 24"    |
| 3    | Torsten Hiekmann | T-Mobile | a 40"    |

### 4ª tappa
- 22 giugno: Montréjeau > Loudenvielle – 150,1 km

| Pos. | Corridore        | Squadra        | Tempo    |
| ---- | ---------------- | -------------- | -------- |
| 1    | Thomas Voeckler  | Brioches La B. | 4h21'28" |
| 2    | Stéphane Goubert | AG2R           | a 2'05"  |
| 3    | Cristian Moreni  | Alessio        | a 4'01"  |

| Pos. | Corridore        | Squadra  | Tempo     |
| ---- | ---------------- | -------- | --------- |
| 1    | Bradley McGee    | FDJ      | 13h32'49" |
| 2    | Sandy Casar      | FDJ      | a 22"     |
| 3    | Torsten Hiekmann | T-Mobile | a 40"     |

## Classifiche finali

### Classifica generale
| Pos. | Corridore        | Squadra                | Tempo     |
| ---- | ---------------- | ---------------------- | --------- |
| 1    | Bradley McGee    | FDJ                    | 13h32'49" |
| 2    | Sandy Casar      | FDJ                    | a 22"     |
| 3    | Torsten Hiekmann | T-Mobile               | a 40"     |
| 4    | Cristian Moreni  | Alessio-Bianchi        | a 52"     |
| 5    | Patrice Halgand  | Crédit Agricole        | a 2'15"   |
| 6    | Anthony Charteau | Brioches La Boulangère | a 2'21"   |
| 7    | Andrea Noè       | Alessio-Bianchi        | a 2'31"   |
| 8    | Christian Werner | T-Mobile               | a 2'34"   |
| 9    | Andrej Mizurov   | Oktos                  | a 3'26"   |
| 10   | Benoît Salmon    | Crédit Agricole        | a 3'28"   |